# الاتحاد المسيحي (ليتوانيا)
الاتحاد المسيحي هو حزب سياسي في ليتوانيا. عقدت مؤتمرها التأسيسي في 8 فبراير 2020.
انتخب المؤتمر التأسيسي مبادر الحزب ريمانتاس داجيس رئيساً له. ترأس الكاهن روبرتاس غريغاس الصلاة في المؤتمر. قال إن الكاردينال سيجيتاس تامكيفيتشوس طلب منه ذلك.
في البداية كان من المفترض أن يطلق على الحزب اسم «الاتحاد المسيحي» الانسجام والرفاهية، لكن المؤتمر التأسيسي قرر تقصير الاسم إلى «الاتحاد المسيحي».
يدعي البرنامج الذي تبناه المؤتمر التأسيسي أن «النشاط السياسي للحزب يرتكز على مبادئ الديمقراطية المسيحية والسياسة الاجتماعية المسيحية».